# Maître de la Vierge Strauss

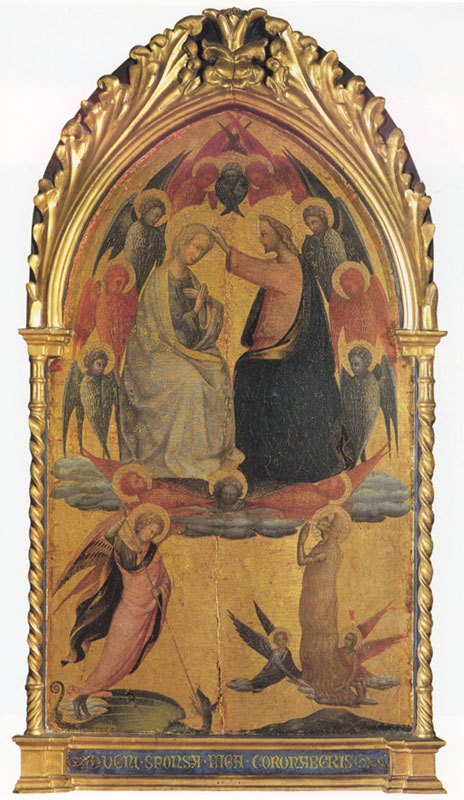
Couronnement de la Vierge de l'hôpital des Innocents.

Le Maître de la Vierge Strauss (en italien Maestro della Madonna Strauss) est la désignation donnée par l'historien de l'art Roberto Longhi à un maître  anonyme actif dans la région de Florence de la fin du XIVe au début du  XVe siècle.

## Style
De son catalogue établi en 1928, Roberto Longhi définit son style, encore imprégné de tradition gothique locale, comme influencé par Agnolo Gaddi, Antonio Veneziano, Spinello Aretino puis dans un second temps, par  Gherardo Starnina à la suite d'un voyage en Espagne.

## Œuvres principales
- À Florence :
  - Annunciazione, Galleria dell'Accademia de Florence
  - Annunciazione, chiesa di Santa Maria a Quinto
  - San Francesco et Santa Caterina, Galleria dell'Accademia de Florence
  - Incoronazione della Vergine tra i santi Michele Arcangelo e Maria Maddalena, musée du Spedale degli Innocenti
- Madonna col Bambino tra due angeli, église della Sacra Famiglia, Sagginale, frazione de Borgo San Lorenzo
- Pietà con i simboli della Passione e i Santi Gregorio e Longino , église San Romolo a Valiana, Pratovecchio
- Madonna e santi, église San Donato, Greve in Chianti
- Crocifissione et Deposizione nel sepolcro, église San Jacopo al Tempio, San Gimignano

## Source de la traduction
- (it) Cet article est partiellement ou en totalité issu de l’article de Wikipédia en italien intitulé « Maestro della Madonna Strauss » (voir la liste des auteurs).